# Acraea machequena
Acraea machequena là một loài bướm ngày thuộc họ Nymphalidae. Nó được tìm thấy ở Zimbabwe, Mozambique, Malawi, tây nam Tanzania. Nó cũng có mặt ở một vài nơi của Nam Phi, the Savannah ở tỉnh Limpopo và phía bắc của Soutpansberg, cũng như rừng đất thấp phía bắc KwaZulu-Natal.
Sải cánh dài 48–55 mm đối với con đực và 50–56 mm đối với con cái. Con trưởng thành bay vào cuối hè và autumn in South Africa và quanh năm in the rest of the range.